# استان ریف دمشق
ریف دمشق (به عربی: محافظة ریف دمشق)، نام استانی در سوریه است.

## جغرافیا
این استان، تمامی سرزمین‌های حومه شهر دمشق را در بر می‌گیرد، ولی شهر دمشق جزو این استان به حساب نمی‌آید. مساحت این استان در حدود ۱۸٫۰۱۸ کیلومتر مربع می‌باشد.

## جمعیت
جمعیت استان ریف دمشق طبق سرشماری سال ۲۰۰۴ میلادی ۲٬۲۷۳٬۰۷۴ نفر بوده‌است.
78٪ جمعیت این استان سنی مذهب  و اقلیتی از مسیحیان و شیعیان علوی هم در آن ساکنند

## شهرستان‌ها
استان ریف دمشق به ۱۰ شهرستان به شرح جدول زیر تقسیم‌بندی شده‌است:
| نام شهرستان           | جمعیت (سرشماری سال ۲۰۰۴) |
| --------------------- | ------------------------ |
| شهرستان مرکز ریف دمشق | ۸۳۷٬۸۰۴                  |
| شهرستان دوما          | ۴۳۳٬۷۱۹                  |
| شهرستان القطیفه       | ۱۱۹٬۲۸۳                  |
| شهرستان التل          | ۱۱۵٬۹۳۷                  |
| شهرستان یبرود         | ۴۸٬۳۷۰                   |
| شهرستان النبک         | ۸۰٬۰۰۱                   |
| شهرستان الزبدانی      | ۶۳٬۷۸۰                   |
| شهرستان قطنا          | ۲۰۷٬۲۴۵                  |
| شهرستان داریا         | ۲۶۰٬۹۶۱                  |
| شهرستان قدیسا         | ۱۰۵٬۹۷۴                  |
| کل استان              | ۲٬۲۷۳٬۰۷۴                |

شهرستان قدسیا آخرین شهرستانی است که در این استان ایجاد شده‌است. سرزمین‌های شهرستان قدسیا قبلاً زیرمجموعه شهرستان مرکز ریف دمشق و شهرستان الزبدانی به‌شمار می‌رفت.
در حال حاضر این ۱۰ شهرستان مجموعاً به ۳۷ بخش کوچک که اصطلاحاً ناحیه نامیده می‌شود تقسیم‌بندی شده‌اند.

## شهرهای مهم
شهرهای مهم استان ریف دمشق و جمعیت هر یک از آنها بر طبق سرشماری سال ۲۰۰۴ میلادی به شرح زیر می‌باشد:
- شهر جرمانا با جمعیت ۱۱۴٬۳۶۳ نفر
- شهر حجر الاسود با جمعیت ۸۴٫۹۴۸ نفر که پرجمعیت‌ترین شهر شهرستان داریا به حساب می‌آید.
- شهر داریا با جمعیت ۷۸٫۷۶۳ نفر که دومین شهر پرجمعیت شهرستان داریا به حساب می‌آید.
- شهر النبک با جمعیت ۵۰٫۹۲۳ نفر
- شهر التل با جمعیت ۴۴٬۵۹۷ نفر که مرکز شهرستان التل به‌شمار می‌رود.
- شهر قطنا با جمعیت ۳۳٬۹۹۶ نفر
- شهر صیدنایا با جمعیت ۲۵٬۱۹۴ نفر که در شهرستان التل قرار دارد.
- شهر دیر عطیه با جمعیت ۱۰٬۹۸۴ نفر
- شهر معلولا با جمعیت ۲٬۷۶۲ نفر

## اماکن تاریخی و مذهبی
- حرم زینب دختر علی ابن ابیطالب
- جامع الشیخ حسن الراعی القطنی.
- مسجد جامع الغلایینی.
- مسجد جامع العمری.
- کلیسای السریان والروم.

اکثر ساکنان ريف دمشق سنی ، و اقلیت مسیحی ، شیعه و علوی هستند